# Cattierita
La cattierita és un mineral de la classe dels sulfurs, que pertany al grup de pirita. Rep el nom en honor de Felicien Cattier (Cuesmes, Província d'Hainaut, Bèlgica, 4 de març de 1869 - Illa de Madeira, 4 de febrer de 1946), antic president de la Union Miniere du Haut Katanga, a Bèlgica.

## Característiques
La cattierita és un sulfur de fórmula química CoS₂. Cristal·litza en el sistema isomètric. La seva duresa a l'escala de Mohs és 4. Forma sèries de solució sòlida amb la pirita i amb la vaesita.
Segons la classificació de Nickel-Strunz, la cattierita pertany a «02.EA: Sulfurs metàl·lics, M:S = 1:2, amb Fe, Co, Ni, PGE, etc.» juntament amb els següents minerals: aurostibita, bambollaïta, erlichmanita, fukuchilita, geversita, hauerita, insizwaïta, krutaïta, laurita, penroseïta, pirita, sperrylita, trogtalita, vaesita, villamaninita, dzharkenita, gaotaiïta, al·loclasita, costibita, ferroselita, frohbergita, glaucodot, kullerudita, marcassita, mattagamita, paracostibita, pararammelsbergita, oenita, anduoïta, clinosafflorita, löllingita, nisbita, omeiïta, paxita, rammelsbergita, safflorita, seinäjokita, arsenopirita, gudmundita, osarsita, ruarsita, cobaltita, gersdorffita, hol·lingworthita, irarsita, jol·liffeïta, krutovita, maslovita, michenerita, padmaïta, platarsita, testibiopal·ladita, tolovkita, ullmannita, wil·lyamita, changchengita, mayingita, hollingsworthita, kalungaïta, milotaïta, urvantsevita i reniïta.

## Formació i jaciments
Va ser descoberta a la mina Kasolo, situada a la localitat de Shinkolobwe, dins el districte de Kambove (Alt Katanga, República Democràtica del Congo), on sol trobar-se en roques carbonatades associades a la pirita i a la calcopirita. Ha estat descrita en altres indrets d'arreu del planeta, excepte a Oceania i a l'Antàrtida.